# Yenakiieve

Yenakiieve (tiếng Ukraina: Єнакієве) là một thành phố thuộc tỉnh Donetsk, Ukraina. Thành phố này có dân số 103.997 người.